# Kilcewa (stacja szybkiego tramwaju)
Kilcewa (ukr. Кільцева) – naziemna stacja szybkiego tramwaju w Krzywym Rogu na Ukrainie. Została otwarta 2 maja 1989 r. Jest to stacja końcowa dla linii 1M i linii 2M.

## Opis
„Kilcewa” powstała jako stacja tymczasowa. Stacja znajduje się na pętli tramwajowej, której terytorium otoczone jest płotem. W środkowej części pętli są dwa perony. Peron dla wsiadających jest zadaszony. Stacja wyposażona jest w przejście podziemne prowadzące do skrzyżowania ulic Swiatogeorgijiwśkiej, Witczyzny і Nikopolśkiej szosy w pobliżu Krzyworoskiego Instytutu Ekonomicznego.
Na stacji „Kilcewa” do 2012 roku istniał splot torów zwykłego systemu tramwajowego i linii szybkiego tramwaju. 25 maja 2012 roku na miejscu splotu otwarto nowy odcinek torów, który bezpośrednio połączył linię szybkiego tramwaju  z resztą sieci tramwajowej.